# Червчик Комстока
Че́рвчик Комсто́ка (Pseudococcus comstocki Kuw., Dactylopius comstocki) — широкий поліфаг, пошкоджує понад 300 культурних і дикорослих видів рослин, часто зустрічається на яблуні, персику, груші, винограді, айві, але перевагу віддає шовковиці, катальпі, глоду, плодам гранату. Оселяючись великими колоніями, він висмоктує соки, при цьому порушується процес асиміляції, ослаблюється процес фотосинтезу, відбувається пожовтіння і опадання листя, рослина поступово виснажується і стає слабкою. У місцях його живлення на корі утворюються пухлини, кора розтріскується, пагони та точки росту засихають і відмирають. На плодових культурах червчик Комстока тримається найчастіше у квіткових чашечках та поблизу плодоніжки, іноді — в ходах плодожерок. Плоди пошкоджених рослин стають дрібними, погіршуються смакові якості і згодом вони опадають. В розсадниках шкідник нерідко зустрічається на корінні яблуні, персика, сливи.
У 2005 році шкідник був розповсюджений невеликими вогнищами у Донецькій, Запорізькій, Херсонській, Одеській, Дніпропетровській областях, та в АР Крим. На 1.01.2006 року загальна площа зараження червчиком Комстоку становить 478,19 га.
Поширюється червчик Комстока на усіх стадіях розвитку з садивним матеріалом, живцями, плодами, коренеплодами та вітром.

## Карантинні заходи
Забороняється ввезення в Україну плодів, саджанців, живців, заселених червчиком Комстока; у випадку виявлення шкідника продукція підлягає знезараженню. Протягом вегетаційного періоду проводяться обстеженні насаджень плодових, декоративних та інших культур візуально та з використанням феромонних пасток.
Агротехнічні заходи у боротьбі з цим шкідником включають: ретельне очищення стовбурів і основних гілок плодових дерев від мертвої кори, знищенням бур'янів у міжряддях, прорідження крони дерев, внесення добрив.
Знижувати чисельність червчика Комстока можна і за допомогою біологічного методу, а саме, спеціалізованого ентомофага — псевдафікуса.